# Taj Mahal
Tāj Mahal (tiếng Urdu: تاج محل, tiếng Hindu: ताज महल) là một lăng mộ nằm tại Agra, Ấn Độ. Hoàng đế Mogul Shāh Jahān (gốc Ba Tư, lên ngôi năm 1627); trong tiếng Ba Tư Shah Jahan (شاه ‌جها) có nghĩa là "chúa tể thế giới" đã ra lệnh xây nó cho người vợ của mình là Mumtaz Mahal, khi bà qua đời. Công việc xây dựng bắt đầu năm 1631 và hoàn thành năm 1653. Một số tranh cãi xung quanh câu hỏi ai là người thiết kế Taj Mahal; rõ ràng một đội các nhà thiết kế và thợ thủ công đã chịu trách nhiệm thiết kế công trình và Ustad Ahmad Lahauri được coi là kiến trúc sư chính.
Taj Mahal nói chung được coi là hình mẫu tuyệt vời nhất của Kiến trúc Mogul, một phong cách tổng hợp các yếu tố của các phong cách Kiến trúc Ba Tư, Thổ Nhĩ Kỳ, Ấn Độ, và Hồi giáo. Tuy phần mái vòm bằng đá cẩm thạch trắng của lăng là phần nổi bật nhất, thực tế Taj Mahal là một tổng hợp các phong cách kiến trúc. Nó được liệt vào danh sách các Địa điểm Di sản Thế giới của UNESCO năm 1983 và được miêu tả là một "kiệt tác được cả thế giới chiêm ngưỡng trong số các di sản thế giới". Việc xây dựng Taj Mahal đã được giao phó cho một hội đồng quản trị của kiến trúc sư dưới sự giám sát của triều đình, bao gồm Abd ul-Karim Khan Ma'mur, Makramat Khan, và Ustad Ahmad Lahauri. Lahauri thường được coi là người thiết kế chính.

## Nguồn gốc và cảm hứng

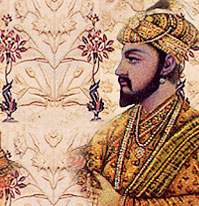
Shah Jahan, người chỉ huy xây dựng Taj Mahal

### Ảnh hưởng

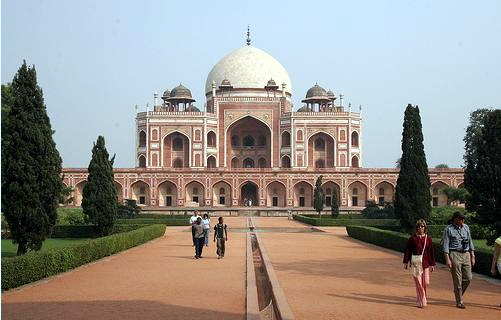
Mộ Humayun được xây dựng năm 1560 về cơ bản có cùng kiểu mô hình như Taj Mahal

## Vườn

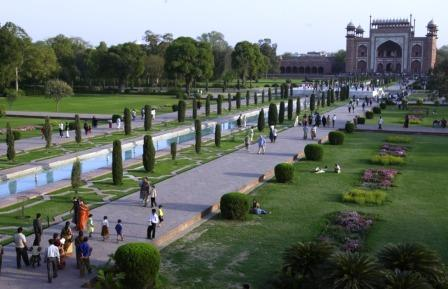
Đường đi bên cạnh bể phản chiếu

## Các công trình phía ngoài

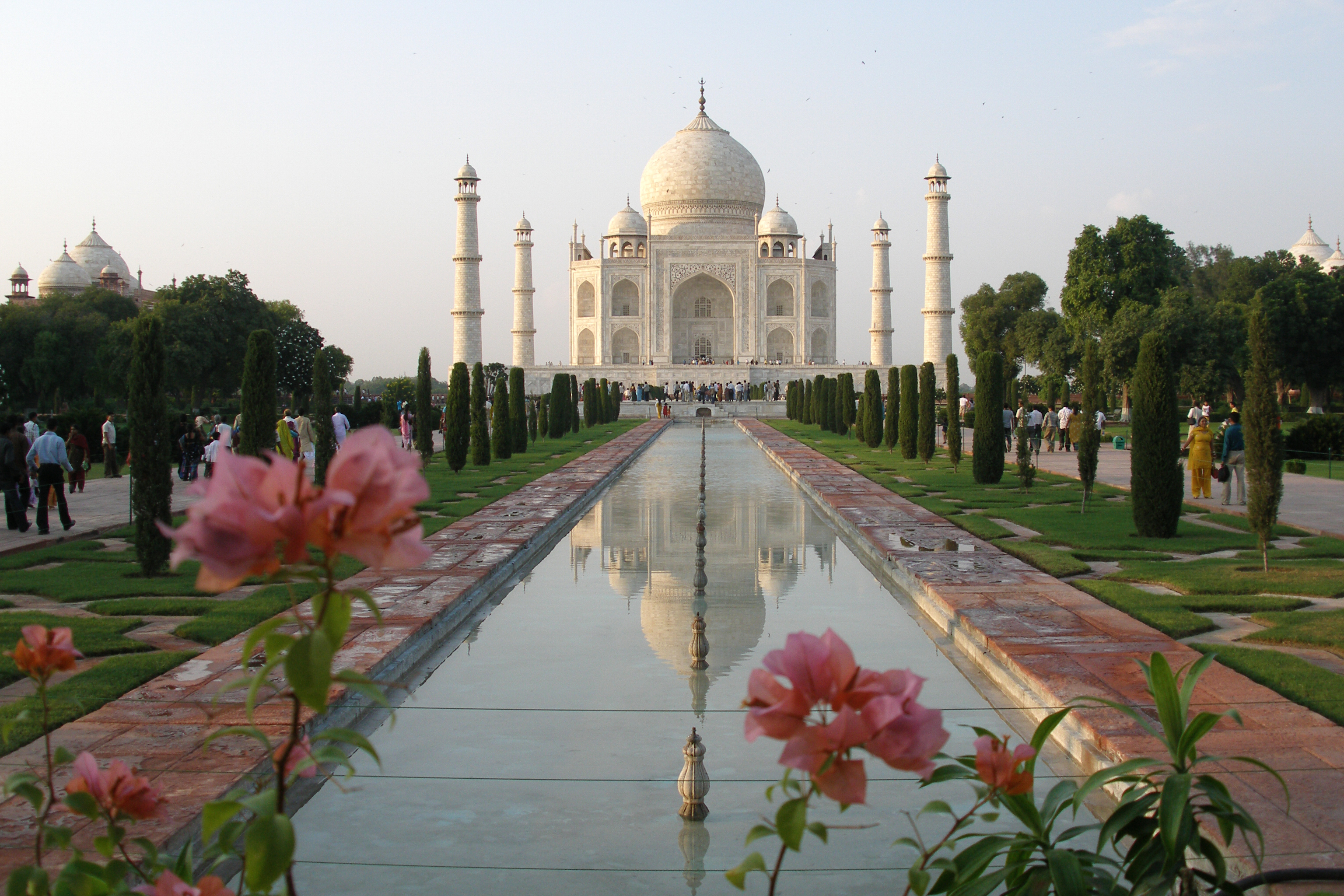
Nhìn toàn cảnh

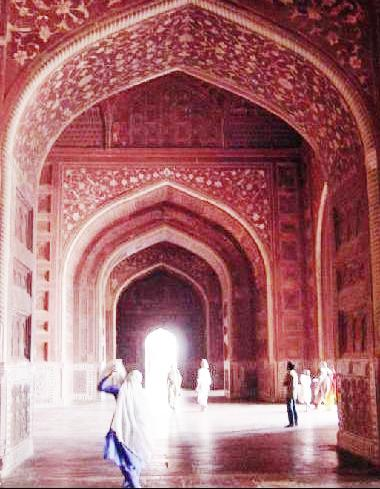
Phía trong jawab

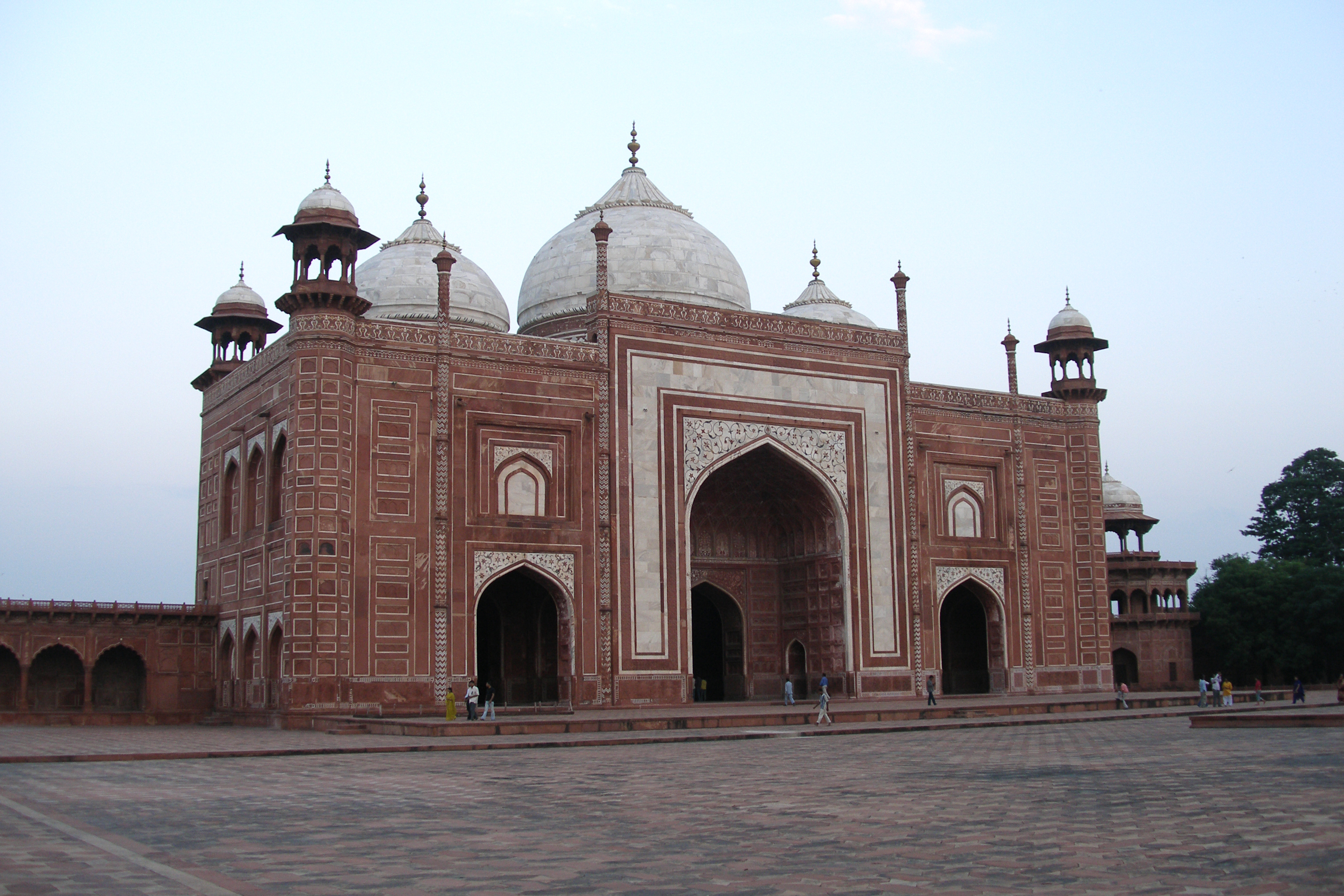
Thánh đường Taj Mahal hay masjid

### Móng

Biểu đồ sơ lược sàn Taj Mahal.

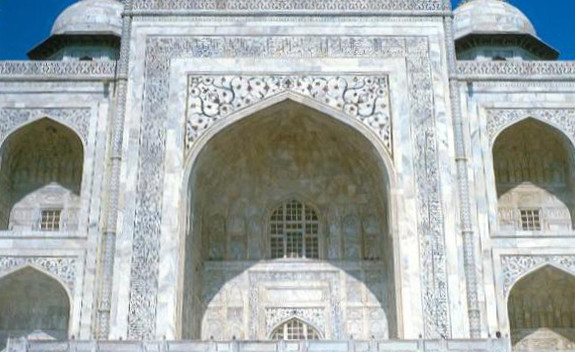
Sảnh vòm chính và pishtaq bên

### Vòm

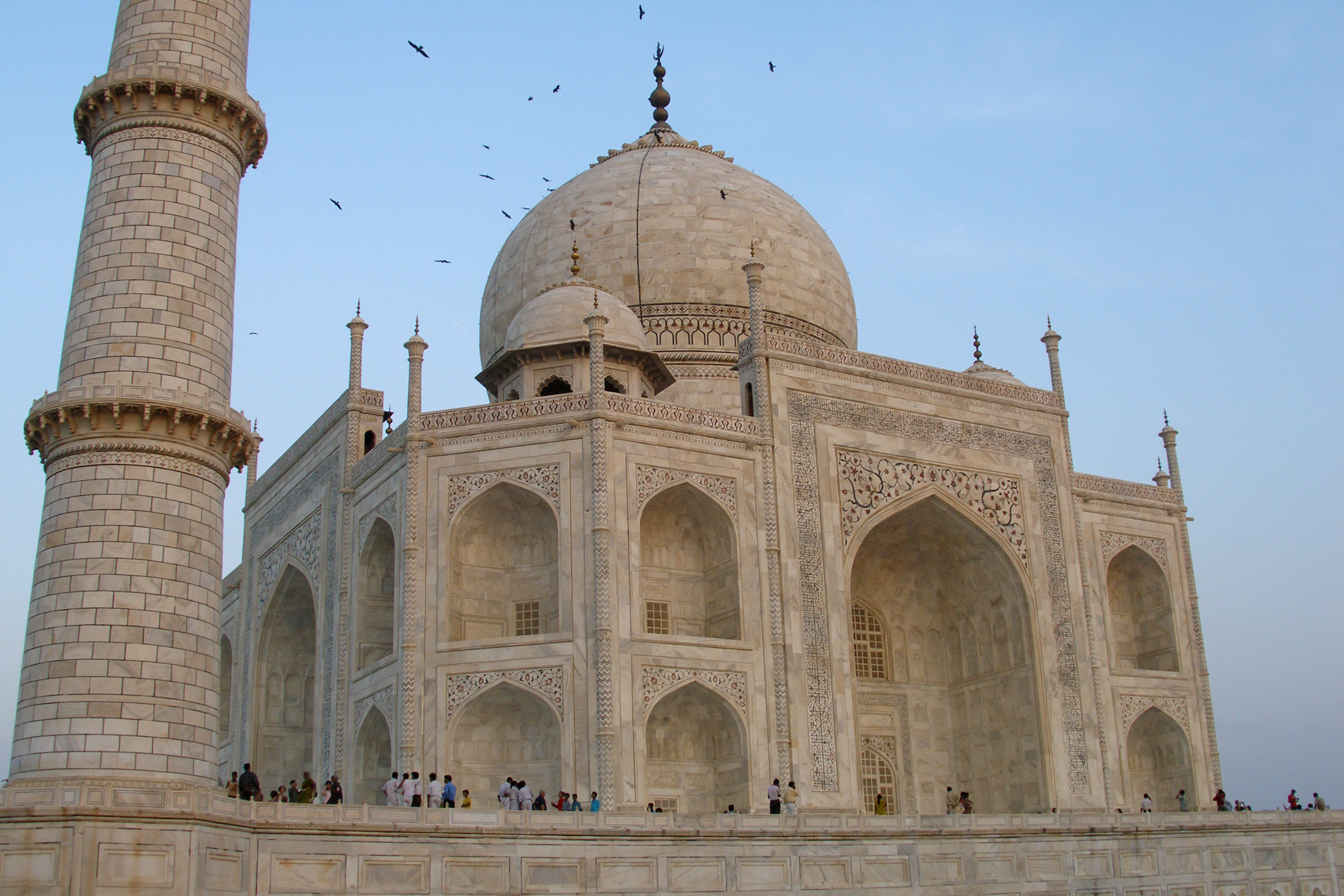
Móng, vòm, và tháp

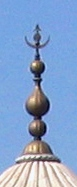
Hình chạm đầu mái

### Trang trí bên ngoài

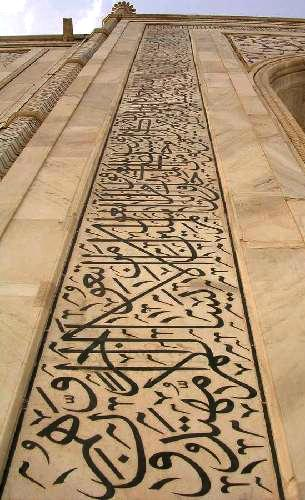
Chữ viết trên pishtaq lớn.

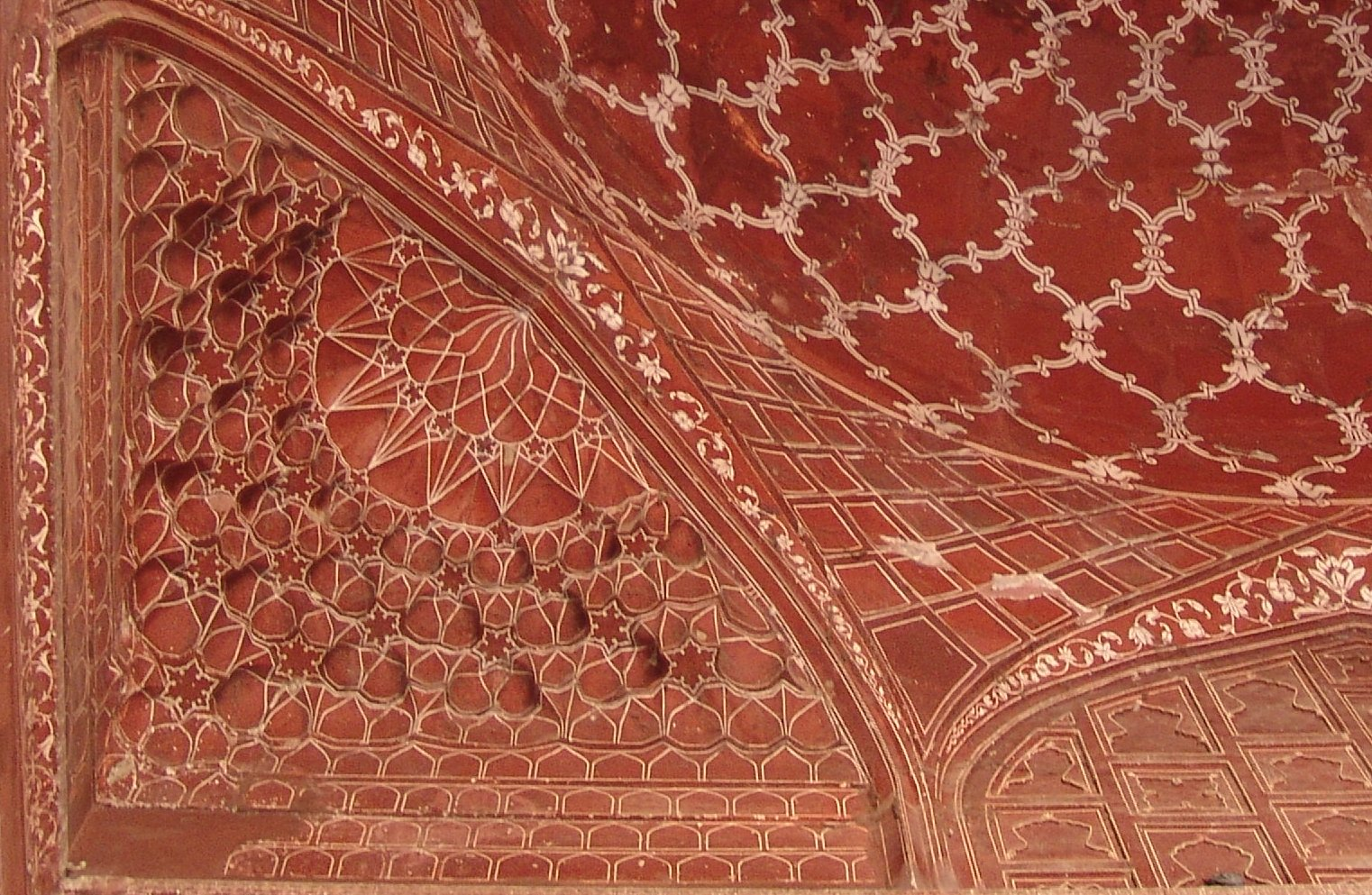
Tranh chạm.
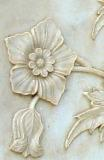
Chi tiết bông hoa khắc trên đền.
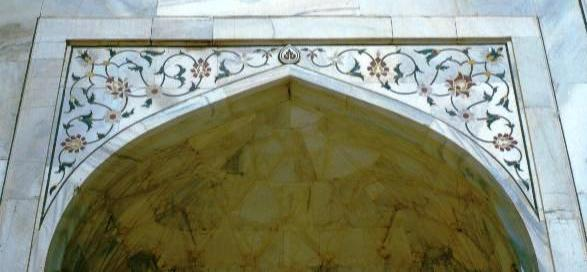
Các trang trí ở phần mắt cửa.
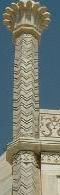
Kiểu bố trí chữ chi.

### Trang trí bên trong

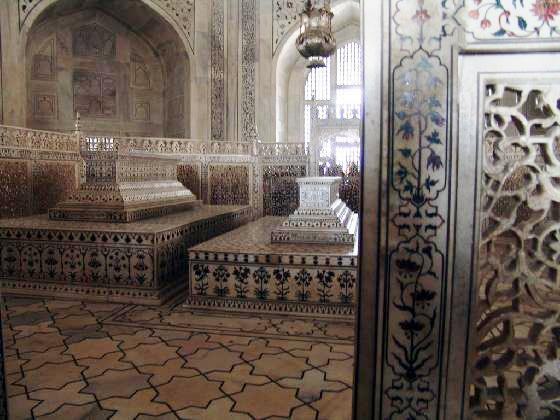
Đài tưởng niệm, bên trong Taj Mahal

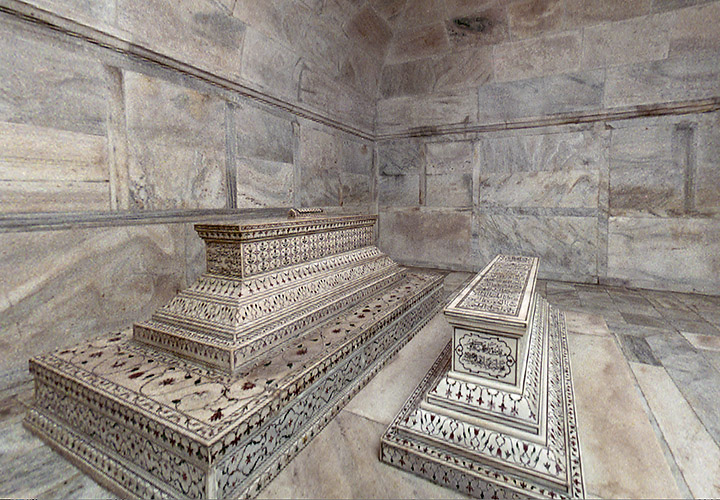
Hầm mộ của vua Shah Jahan và hoàng hậu Mumtaz Mahal trong ngôi đền

## Xây dựng

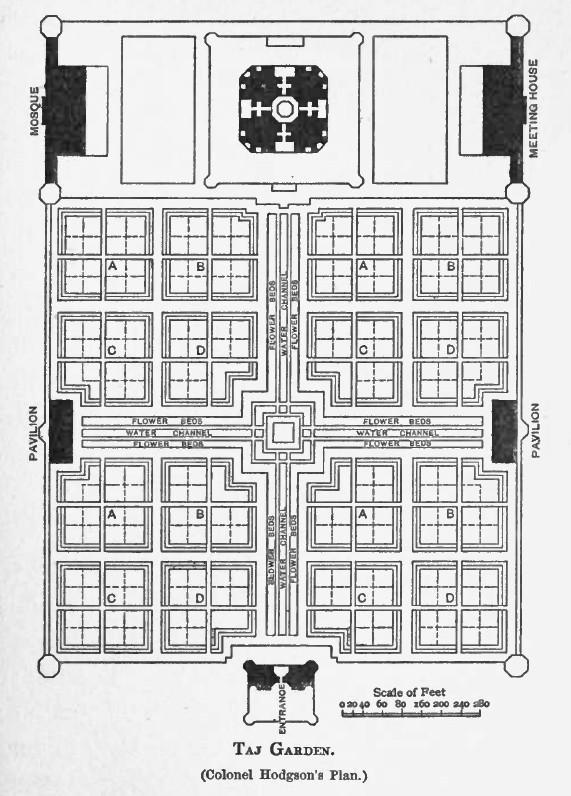
mặt bằng nền Taj Mahal